# Marc van Delft
Marc van Delft (Den Haag, 4 april 1958) is een Nederlands componist.

## Leven
Tijdens de middelbareschooltijd was hij pedagogisch leerling aan het Koninklijk Conservatorium te Den Haag, waar hij onder andere compositieles kreeg bij Otto Ketting. Van Delft begon in 1977 zijn studie muziektheorie en compositie bij Peter Schat. In september 1982 ging hij naar het Utrechts Conservatorium en studeerde compositie bij Hans Kox en Tristan Keuris en muziektheorie bij J. Sligter.
In 1979 en 1980 componeerde hij zijn Symfonie no. 1, waarvan het eerste deel in september 1982 door het Nederlands Balletorkest onder leiding van Ed Spanjaard tijdens het Gaudeamus Festival in première gebracht werd. In 1982 volgt de ouverture De vier Temperamenten ter gelegenheid van het 25-jarig jubileum van het Nationaal Jeugdorkest. Verder de orkestsuite De zeven Planeten voor het Limburgs Symfonie Orkest onder leiding van Ed Spanjaard. Door het Nederlands Kamerkoor werd in 1982 ook de Metamorphosen uitgevoerd. Bekend werd hij door zijn werken voor harmonie- en fanfareorkesten. Zo zijn werken van hem op het Wereld Muziek Concours te Kerkrade door vooraanstaande harmonie- en fanfareorkesten ten gehore gebracht.

## Composities

### Werken voor orkest
- 1979-1980 rev.1983 Symfonie no. 1, voor orkest en orgel (ad. lib.), opus 1
  1. Begindeel
  2. Langzaam deel
  3. Scherzo
  4. Finale
- 1982 rev.1983 De vier temperamenten - ouverture, opus 5
- 1982 De zeven Planeten, orkestsuite, opus 6
  1. Prelude (Maan)
  2. Scherzo (Mercurius)
  3. Romance (Venus)
  4. Intermezzo (Zon)
  5. Mars (Mars)
  6. Koraal (Jupiter)
  7. Postludium (Saturnus)
- 1985 De legende van het Solsche Gat - symphonisch gedicht, voor spreekstem en orkest, opus 9 - tekst ontleend aan Veluwsche Sagen van Gust van de Wall Perné
- 1985 Capriccio voor kamerorkest, opus 11
- 1989 Orkestvariaties, voor symfonieorkest, opus 18
  1. Chaconne
  2. Fantasie
  3. Coda
- 1991 Elegie, voor strijkers, opus 22
- 2004 Reflexions, voor viool en symfonieorkest, opus 128

### Werken voor harmonie- en fanfareorkest en brassband
- 1982/1985 Entrata, voor fanfareorkest
- 1985 Suite Heroique, voor harmonieorkest, opus 12
  1. Intrada
  2. Koraal
  3. Finale-Mars
- 1985 Intrada, voor fanfareorkest, opus 13
- 1986 rev.1989 Eerste suite - suite pathétique, voor fanfareorkest, opus 14 A
  1. Intrada
  2. Intermezzo-Elegie
  3. Finale
- 1986 Eerste suite - suite pathétique, voor koperensemble, 10 saxofoons en 8-9 slagwerkers, opus 14 B
- 1986 rev.1989 Eerste suite - suite pathétique, voor harmonieorkest, opus 14 C
- 1988 Ouverture voor blazers, voor harmonieorkest (ook voor fanfareorkest en brassband), opus 16a
- 1988 Koraalprelude, voor fanfareorkest, opus 16b
- 1989 Ragtime Suite, voor harmonieorkest, opus 17
  1. Ragtime I
  2. Pastorale
  3. Ragtime II
- 1991 Symphonia, voor fanfareorkest, opus 21
- 1991 2e Ragtime-suite, voor harmonieorkest, opus 24
  1. Ragtime 1
  2. Part 2
  3. Ragtime 2
- 1992 Elegie, concert voor twee bugels en fanfareorkest, opus 25
- 1992 De Wychartsage - symphonisch gedicht over het ontstaan van Gelderland, voor fanfareorkest, opus 26
  1. De Draak - De liefde van Wychard voor Margaretha
  2. De processie
  3. Het besluit
  4. Wychards strijd met de Draak Gelre en zijn zege
  5. De hereniging met Margaretha
  6. De huwelijksplechtigheid
  7. De bouw van de burcht Gelre en het ontstaan van Gelre-/Gelderland
- 1992 American fantasy, voor fanfareorkest, opus 27 (ook in een versie voor harmonieorkest)
- 1992 Amazonian Dances (Rainforest Suite), voor harmonieorkest, opus 28
- 1992 Slavische suite, voor fanfareorkest, opus 30
  1. Intrada
  2. Elegie I
  3. Elegie II
  4. Finale - Dans
- 1992-1993 Dubbelconcert, voor 2 saxophoons en fanfare-orkest, opus 31
  1. Prelude
  2. Elegie
  3. treurmars
  4. finale
- 1992-1993 Concert, voor 2 Bugels en fanfareorkest, opus 32
  1. Intrada
  2. Elegie
  3. Treurmars (Marche Funèbre)
  4. Finale, Dans
- 1993 Orientaalse Rhapsodie, voor harmonieorkest, opus 33
  1. De entree van de Sultan met zijn gevolg
  2. Arabische Nachten
  3. Arabische dans.
- 1993 Three Dance Movements, voor fanfareorkest, opus 34 (ook in en uitgave voor harmonieorkest)
- 1993 Mars voor Maessen, voor harmonieorkest, opus 35
- 1993 Mars, voor harmonie- of fanfareorkest, opus 35 B
- 1993 Minnertsga fantasie, voor fanfareorkest, opus 38
- 1993 Ruimtemuziek 1, voor fanfareorkest, opus 39 A
- 1993 Ruimtemuziek 2, voor fanfareorkest, opus 39 B
- 1993 Festival fantasy, voor fanfareorkest, opus 40
- 1994 Vijf gotische dansen, voor harmonieorkest, opus 37
- 1994 Little house music - The FFO (Frysk Fanfare Orkest) goes bananas, voor harmonie- of fanfareorkest, opus 41
- 1994 Triple Concert, concert voor fanfare-orkest en 3 solisten: Esbas / F-hoorn en sopranino-saxofoon, opus 42
- 1994 Symphonietta, voor fanfareorkest, opus 44
- 1994 Michaelssymphonie, voor groot harmonieorkest, opus 45 (Bevat citaat uit het lied "Michaël met zwaard en weegschaal")
- 1994 Prelude for a contest, voor fanfareorkest, opus 46
- 1994 Ceremonial Prelude, voor fanfareorkest, opus 47
- 1994 Aries-ouverture, voor fanfareorkest, opus 48
- 1994 Hymne for "St. Michaël", voor fanfareorkest, opus 49
- 1994 Processional prelude, voor fanfareorkest, opus 50
- 1994 Estonia, voor fanfareorkest, opus 51
- 1994 Capricorn Choral, voor fanfareorkest, opus 52
- 1994-1995 Sylvester Fantasie, voor fanfareorkest of brassband, opus 54
- 1994-1995 Sheherazade, Arabische fantasie voor harmonieorkest, opus 63
- 1995 Keltische fantasie, voor harmonieorkest, opus 55
- 1995 Lemuria, voor fanfareorkest, opus 56
- 1995 A Choral for a Solemn Occasion, voor fanfareorkest, opus 57 (ook in een versie voor harmonieorkest)
- 1995 Zeven Vagantenliederen, voor mannenkoor, altsolo en harmonie-orkest, opus 58
  1. Raptor (Banvloek)
  2. Exul Ego (Bedelspreuk)
  3. Ver Redit (lentelied)
  4. Ecce Gratum (Voorjaarsgroet)
  5. Magnus Major (Leerdicht)
  6. Dulce Solum (Afscheidslied)
  7. Meum Est (De laatste wil van de drinker)
- 1995 A choral for eternal friendship, voor harmonieorkest, opus 59
- 1996 Wintermusic, voor fanfareorkest, opus 60
- 1996 Dedication Choral, voor fanfareorkest, opus 61
- 1996 Elegy for the earth, voor alt solo en groot harmonieorkest, opus 62 - tekst: Maria Talis
- 1996 Elegy for love and despair, voor harmonieorkest, opus 62 A
- 1996 Elegy for a Beloved, voor harmonieorkest, opus 62 B
- 1996 4 Koralen voor een In Memoriam, voor fanfareorkest, opus 62 C
- 1996 American Ouverture, voor fanfareorkest, opus 64
- 1996-1997 Vioolconcert, voor viool en harmonieorkest, opus 65
- 1996 Hope and Fate (Choral), voor harmonieorkest, opus 66
- 1997 Rockexplosion, voor fanfareorkest, opus 67
- 1997 In Memoriam, voor harmonieorkest, opus 68
- 1997 Prelude Cantabile, voor fanfareorkest, opus 69
- 1997 A Choral for Love, Hope and Belief, voor fanfareorkest, opus 70
- 1997 Springtime Overture, voor harmonie- of fanfareorkest, opus 71
- 1997 Symphonische Fantasie: "Het hart van Frankrijk, muziek voor kathedralen en kastelen", voor harmonie- of fanfareorkest, opus 72
- 1997 A choral for a solemn occasion, voor harmonieorkest
- 1998 Balkan fantasie, voor harmonie- of fanfareorkest, opus 75
- 2000 Images, voor groot harmonieorkest, opus 105
- 2001 Introduction to the Concert, voor fanfareorkest, opus 107
- 2001/2004 Invocation (Reconciliation Choral), voor fanfareorkest, opus 110
- 2001 Ouverture Fanfare and Farewell, voor fanfareorkest, opus 111
- 2002 Tubaconcert, voor Es-bas en fanfare-orkest, opus 113
- 2002 Symphonic Poem ’‘Africa’’, ’‘searching for the origin of humanity’’, voor fanfare-orkest, djembeh-ensemble en zang (door het orkest…), opus 114
  1. The Night; ‘The awakening of the jungle’; ‘In the village’ (pentatoniek, djembeh-ensemble en gezang); ‘The council of the eldest’; (intermezzo I:) ‘Male dance’ (djembeh-ensemble);
  2. ‘Preparations’; ‘At the battlefield’; ‘Voices of the jungle’; ‘Elegy for the beloved’; ‘The golden fields’; ‘At the village’ (mallets + zang); ‘Preparations II’; ‘The feast’: (intermezzo II:) ‘Dance I’ (djembeh-ensemble + slagwerk);
  3. ‘Warrior Dance’ (djb.+ slw.); ‘Preparations and council’; ‘Dance II’ (djb.+ slw.);
  4. ‘The Feast’: (inleiding: mallets, orkest) ‘Orgiastic Dance’; ‘Maiden singing’ (mallets + zang); ‘Remembering the jungle’; ‘Final Dance’; ‘Triumph and Joy’;)
- 2002 Prelude for the Holy Grail, voor fanfareorkest, opus 116
- 2002 Orphéon, voor fanfareorkest, opus 117
- 2002 Concertprelude in Bes, voor fanfareorkest, opus 118
- 2002-2003 Hymne, voor fanfareorkest, opus 120
  1. Prelude
  2. Agitato
  3. Elegie
  4. Agitato II
- 2002 Prelude pastorale, voor fanfareorkest, opus 120A
- 2002-2003 Sterrenmuziek, voor fanfareorkest, opus 122
- 2003 Mélodie, voor fanfareorkest, opus 126 A
- 2004 Movements, voor harmonieorkest, opus 125
- 2004 Spring Symphoniette, voor fanfareorkest, opus 126
  1. Intrada
  2. Mélodie
  3. Finale
- 2004 Lamento e Trionfo, voor fanfareorkest, opus 127
- 2006 Prelude in Des groot, voor harmonie- of fanfareorkest, opus 133
- 2006 Prelude in F groot, voor harmonie- of fanfareorkest, opus 134
- Peace Music, voor fanfareorkest, opus 101

### Werken voor koor
- 1981 rev.1983 Metamorphosen, voor kamerkoor, opus 4
- 1990 Ruimtezang, voor 7-stemmig gemengd koor a capella, opus 19 - tekst: Adriaan Roland Holst
- 1997 Chant de la Lumière, voor kamerkoor, opus 73
- 2001-2002 Muziek voor het koor: ‘‘Le Mystère des voix Bulgares’‘ en vioolsolo; opus 112
  1. In movement
  2. Out of silence
  3. Lamento
  4. Milenas Melody
  5. Le voix et la violon mystère
  6. A little dance for East and West
  7. Muziek voor Milena

### Missen, cantates en geestelijke muziek
- 1984 Petrus passie, voor spreekstem, vrouwenkoor (4 sopranen, 4 mezzosopranen, 4 alten) en 7 instrumentalisten (orgel, piano (tevens celesta), harp, slagwerker, 3 fluiten (1e en 2e tevens piccolo, 3e tevens altfluit), opus 10 - teksten naar het evangelie van Petrus en op gedichten van Meta van IJzer
- 1986-1988 Mis, voor solisten, gemengd koor en orkest, opus 15
  1. Kyrie
  2. Gloria
  3. Credo
  4. Sanctus
  5. Agnus Dei
- 1992 Solus ad Victimam, voor 8-stemmig kamerkoor, opus 29
- 1993/2003-2004 Greenpeace-cantate, voor harmonieorkest en mannenkoor, opus 124
  1. De Bazuinen van de Apocalyps - tekst: De Openbaringen van Johannes de Evangelist, het 8e hoofdstuk, de 1e vier bazuinen
  2. Midwintervisoenen - tekst: naar het gedicht: "allengs gewichtiger 3", uit Tol betalen van Meta van IJzer
  3. Het strijdlied voor de groene vrede - tekst: Marc van Delft

### Kamermuziek
- 1976-1978 Duet, voor twee violen
- 1980 Ballade, voor fluit en piano, opus 2
- 1983 Suite, voor twaalf (dwars-)fluiten, opus 8
  1. 12-stemmige 12-toonscanon (Andante)
  2. Scherzo
  3. De 12 uren van de toonklok van Peter Schat
  4. Intermezzo
  5. Aleatorische minimal music volgens een 12-toonsreeks
- 1986 Prelude, voor fluit en piano
- 1991 Prelude voor Filine en Ariëlle, voor fluit en harp (ook voor fluit en piano)
- 1994 Prelude voor Annelies, voor flügelhorn en piano
- 2000 Prelude voor Dafne, voor fluit en piano
- 2000 Longing for Dafne, solo voor een instrumentalist (fluit of hobo of klarinet of saxofoon)
- 2000 Toccata, voor saxofoonkwartet
- Adagio, voor fluit en piano

### Werken voor piano
- 1984 Daphne's musicbook, voor piano vierhandig
- Fantasie
- Klein pianostukje in potlood
- Prelude voor Filine en Ariëlle